# Matúš Bero
Matúš Bero (ur. 6 września 1995 w Ilavie) – słowacki piłkarz grający na pozycji środkowego pomocnika. Od 2023 roku zawodnik Bochum.

## Kariera piłkarska
Swoją karierę piłkarską Bero rozpoczął w klubie FK AS Trenčín. W 2013 roku awansował do pierwszej drużyny. 21 lipca 2013 zaliczył w niej swój debiut w pierwszej lidze słowackiej w przegranym 1:2 wyjazdowym meczu ze Spartakiem Trnawa. W sezonie 2013/2014 wywalczył z klubem z Trenczyna wicemistrzostwo Słowacji. W sezonie 2014/2015 najpierw zdobył Superpuchar Słowacji, a następnie został mistrzem kraju, a w maju 2015 wystąpił w wygranym po serii rzutów karnych (po 120 minutach był remis 2:2) finale Pucharu Słowacji z FK Senica. W sezonie 2015/2016 obronił z Trenčínem tytuł mistrzowski i zdobył superpuchar. W kwietniu 2016 ponownie zdobył Puchar Słowacji (zagrał w zwycięskim 3:1 finale ze Slovanem Bratysława).
| Sezon   | Klub        | Kraj     | Rozgrywki  | Mecze | Gole |
| ------- | ----------- | -------- | ---------- | ----- | ---- |
| 2013/14 | AS Trenčín  | Słowacja | 1. Liga    | 26    | 3    |
| 2014/15 | AS Trenčín  | Słowacja | 1. Liga    | 18    | 5    |
| 2015/16 | AS Trenčín  | Słowacja | 1. Liga    | 30    | 15   |
| 2016/17 | AS Trenčín  | Słowacja | 1. Liga    | 3     | 0    |
| 2016/17 | Trabzonspor | Turcja   | Süper Lig  | 23    | 2    |
| 2017/18 | Trabzonspor | Turcja   | Süper Lig  | 15    | 1    |
| 2018/19 | SBV Vitesse | Holandia | Eredivisie |       |      |

## Kariera reprezentacyjna
Bero grał w młodzieżowych reprezentacjach Słowacji. W reprezentacji Słowacji zadebiutował 27 maja 2016 roku w wygranym 3:0 towarzyskim meczu z Gruzją, rozegranym w Wels.